# Nasrullaganj
Nasrullaganj é uma cidade e uma nagar panchayat no distrito de Sehore, no estado indiano de Madhya Pradesh.

## Demografia
Segundo o censo de 2001, Nasrullaganj tinha uma população de 17,240 habitantes. Os indivíduos do sexo masculino constituem 54% da população e os do sexo feminino 46%. Nasrullaganj tem uma taxa de literacia de 66%, superior à média nacional de 59.5%: a literacia no sexo masculino é de 74% e no sexo feminino é de 57%. Em Nasrullaganj, 15% da população está abaixo dos 6 anos de idade.